# Дівєєв-Церковний Олексій Павлович
Олексі́й Па́влович Дівє́єв-Церко́вний (5 березня 1976, Конотоп) — український телеведучий, продюсер.

## Життєпис
Народився 5 березня 1976 року в Конотопі Сумської області. До 1996 року мав прізвище батька — Гладченко. Батьки — військові.
До школи пішов 1983 року в місті Табка (Ес-Саура) в Сирії. Через часті переїзди постійно змінював школи (Умань Черкаської області, Чернігів).
1990—1993 — навчався в фізико-математичному ліцеї при КДУ ім. Шевченка.
1993—1998 — студент кафедри обчислювальної математики факультету кібернетики Київського національного університету ім. Шевченка. Після закінчення університету отримав диплом магістра прикладної математики і кібернетики.
Паралельно з навчанням 1993 року почав кар'єру моделі в агентстві «L-Models», одночасно працюючи демонстратором одягу на фірмі «Михайло Воронін».
1995 року на міжнародному фестивалі моди «Чарівна голка» на Співочому полі був названий переможцем в номінації «Краща чоловіча модель України». Виграв перший національний конкурс «Містер року-1996».
З 1996 року — ведучий фестивалів моди, модельних конкурсів та конкурсів краси, у тому числі і «Міс Україна».
По закінченні університету, з серпня 1998 року почав працювати в інформаційно-аналітичній службі (ІАС) телеканалу «Інтер» як журналіст і ведучий рубрики світської хроніки «Толки» у програмі «Ранок». З квітня 1999 року разом з Русланою Писанкою вів програму «Погода» на телеканалі «Інтер». З 2002 року автор і ведучий програм про кіно «Твоє кіно» та спецпроєктів про кінофестивалі в Каннах, «Кінотаврі», «Киношоці», «Молодості», кінофестивалі в Артеку. 2005—2006 — був капітаном української команди в трьох сезонах на телепроєкті «Ігри патріотів».
У травні 2007 року йде з телебачення і займається продюсерською діяльністю в кіно і на конкурсі «Міс Україна-Всесвіт».
2009 — виступив виконавчим продюсером колоризації фільму «В бій ідуть лише старі» та комедії «Oy Vey! My Son Is Gay!».
2010 — створив авторський документальний телефільм «Артек. Країна дитинства» (транслювався на «Першому національному»).
2012 — став переможцем українського проєкту телеканалу ICTV «Останній герой. Друга висадка» (аналог американського реаліті-шоу «Survivor»).

## Різне
2006 року балотувався на посаду мера Чернігова.
2013 року хрестився, хрещеним батьком Олексія став харківський політик Михайло Добкін. Хрещення проводив митрополит Володимир (за версією Москви) в одній з церков УПЦ московського патріархату. Хрещеною матір'ю Дівєєва стала російська акторка Лариса Удовиченко.

## Фільмографія
| Рік  |   | Українська назва          | Оригінальна назва         | Роль                   |
| ---- | - | ------------------------- | ------------------------- | ---------------------- |
| 2002 | ф | Попелюшка                 | Золушка                   | глашатай               |
| 2008 | ф | Хочу дитину               | Хочу ребенка              | Ельдар                 |
| 2009 | ф | Все можливо               | Всё возможно              | юрист Гена Стебанов    |
| 2011 | ф | Сім верст до небес        | Семь вёрст до небес       | лікар швидкої допомоги |
| 2012 | ф | Ржевський проти Наполеона | Ржевский против Наполеона | ведучий новин          |